# Славата, Ян Йиржи Яхим
Ян Йиржи Яхим Славата из Хлума и Кошумберка (чеш. Jan Jiří Jáchym Slavata z Chlumu a Košumberka; 1634/37, Вена, Австрия — 1 августа 1689, Вельвари, Чешское королевство) — чешский аристократ и крупный землевладелец из рода Слават, высочайший гофмистр Чешского королевства в 1688—1689 годах.

## Биография
Ян Йиржи Яхим Славата родился в 1634 или 1637 году и стал вторым сыном Яхима Ольдржиха Славаты из Хлума и Кошумберка и его жены Марии Франциски фон Меггау. Его отец, будучи чехом по происхождению и владея обширными землями в Чехии, жил при императорском дворе в Вене. Для Яна Йиржи Яхима родным языком был немецкий, позже он освоил латынь, итальянский и испанский, а по-чешски всю жизнь говорил с большим трудом. Славата окончил иезуитский коллегиум в Йиндржихув-Градеце, в 1653—1656 году предпринял образовательное турне по Европе (главным образом по Италии). Вернувшись в Вену, он получил придворную должность камергера.
В 1663 году Славата женился на Марии Маргарите Траутсон. В приданое за женой он получил 60 тысяч золотых и половину поместья Липово в Северной Чехии. У самого Яна Йиржи Яхима тогда не было никаких владений: все родовые земли отошли его старшему брату Фердинанду Вилему, а он получал 5 или 6 тысяч золотых в год. В 1673 году Фердинанд Вилем умер, оставив только дочерей, и фидеикомисс Слават перешёл к Яну Йиржи Яхиму, ставшему в результате одним из богатейших магнатов Чехии. В 1676 году он унаследовал от матери поместье Фрайштадт в Австрии, в 1681 году стал членом имперского тайного совета. С 1685 года Славата был высочайшим судьёй Чехии, с 1688 — высочайшим гофмистром. В эти годы он жил либо в Праге, либо в Йиндржихув-Градеце. Славата умер в 1689 году.
В браке с Марией Маргаритой фон Траутсон родились шесть сыновей и четыре дочери, но до взрослых лет дожили только три дочери:
- Мария Йозефа (1667—1708), жена Германа Якуба Чернина;
- Мария Магдалена (1673—1700), жена Норберта Леопольда Либштейнского из Коловрата;
- Мария Анешка (1674—1718), жена Франциска Вилема фон Сальм-Рейффершейдта.

Наследником Яна Йиржи Яхима стал его брат Франтишек Леопольд Вилем.